# Quedius cinctus
Quedius cinctus är en skalbaggsart som först beskrevs av Gustaf von Paykull 1790.  Quedius cinctus ingår i släktet Quedius, och familjen kortvingar. Arten är reproducerande i Sverige.